# Epipedocera atra
Epipedocera atra là một loài bọ cánh cứng trong họ Cerambycidae.